# 伊富利部神社
伊富利部神社（いふりべじんじゃ、いほりべじんじゃ）は、愛知県一宮市（旧・葉栗郡木曽川町）にある神社。旧社格は県社。伊冨利部神社ともいう。式内社の尾張国葉栗郡「伊冨利部神社」と比定されている。

## 祭神
主祭神
- 若都保命（ワカツホノミコト） - 天火明命の子孫。金属製錬に関わる神という。

配祀神
- 誉田別命（ホンダワケノミコト）

## 歴史
伊冨利部氏（伊福部氏）に関わる神社である。一説によると、伊冨利部氏は大和国葛城山より尾張国のこの地域に移り住み、祖先を祀ったという。672年の壬申の乱では尾張国の伊冨利部氏は大海人皇子に協力していることから、伊富利部神社はそれ以前と推測される。
平安時代後期以降、八幡信仰の影響により誉田別命を合祀、正八幡宮と改称している。かつては周囲1里の大規模な神社であったというが、1455年（康正元年）社殿が焼失する。境内も縮小される。その後、1556年（弘治2年）に現在地に遷宮され、1582年（天正10年）黒田城城主沢井雄重（織田信雄の家臣）が再建し、黒田城の守護神とする。1874年（明治7年）、伊富利部神社に改称し郷社となり、1929年（昭和4年）に県社に昇格する。

## 文化財

### 一宮市指定有形文化財
- 木造狛犬（彫刻）
- 古剣（鉄剣残欠、工芸）
- 親獅子（工芸）
- 鰐口（工芸） - 斯波義淳の正長元年（1428年）の銘がある
- 甲冑（工芸） - 一柳直盛着用と伝わる
- 釣燈篭（工芸） - 徳川義直寄進
- 伊冨利部古墳(史跡)

## 現地情報
所在地
- 愛知県一宮市木曽川町門間字北屋敷3714番地

交通アクセス
- 名古屋鉄道名古屋本線新木曽川駅下車後、徒歩約30分。
- 東海道本線木曽川駅下車後、徒歩約30分
- 名鉄バス「大毛」バス停下車、徒歩約20分
  - 名古屋鉄道名古屋本線・尾西線名鉄一宮駅、東海道本線尾張一宮駅（名鉄一宮駅バスターミナル3番のりば）より「山郷西」「138タワーパーク」行き
- i-バス木曽川・北方コース「木曽川体育館」下車、徒歩約15分